# Kriegfried
Kriegfried ist eine deutsche Künstlergruppe. Die Gründungsmitglieder sind Caroline Bittermann (Köln), Harald Häuser (Marburg), Wolf Pehlke (Karlsruhe), Heinz Pelz (Karlsruhe), Ralf Scherrer (Berlin) und Jürgen Wiesner (Karlsruhe).

## Geschichte
Die Geschichte  der Künstlergruppe „Kriegfried“ reicht bis in das Jahr 1979 zurück, als sich eine  Kunststudentin und fünf Kunststudenten der Karlsruher Akademie, alle Schüler von Per Kirkeby, zusammenfanden, um in gemeinsamer Diskussion, in gegenseitiger Anregung und Kritik ihre künstlerischen Absichten zu klären. Dabei ist es zu keiner Gemeinsamkeit der künstlerischen Arbeit gekommen, es wurde kein „Gruppenstil“ gesucht, vielmehr die individuellen Ansätze gefördert. So haben sich sechs Künstlerpersönlichkeiten herausgebildet, die eine jeweils ganz eigenständige Kunst vertreten.
Sie organisierten mehrere Ausstellungen für die Gesamtheit der Studenten der Kunstakademie Karlsruhe, wie „Das ungesehene schlechte Bild“ 1979, „Glück und Bild“ 1980,  „Dein letztes Bild“ 1981.
Auf der Biennale von Venedig 1980 veranstaltete die Gruppe die Performance „Kreidekreise“. Wolf Pehlke und Joseph Beuys waren dort in der gemeinsamen Aktion „Harvey meets Osswald“ zu sehen.   In einer vom Marburger Museum veranstalteten Ausstellung war die Gruppe „Kriegfried“  1988 erstmals wieder seit der Karlsruher Studienzeit, die für die einzelnen Mitglieder gegen Mitte der 80er Jahre beendet war, zu einer gemeinsamen Unternehmung zusammengetroffen. Diese Ausstellung wurde dann noch in Stuttgart und schließlich in Savannah im US-Bundesstaat Georgia gezeigt.
Im Jahre 1993 zeigten die Hallen für Kunst im Kulturzentrum der Kammgarnfabrik (Schaffhausen/Schweiz) eine große „Kriegfried“-Ausstellung.
2011 wurde die Künstlergruppe von 59Rivoli Paris für eine Ausstellung eingeladen. Es werden großformatige Schwarz/Weiß-Fotografien der Biennale-Performance von 1980 und eine gemeinsam erarbeitete Rauminstallation ausgestellt.
Im Jahre 2016 organisiert das Kulturnetzwerk Mühlburg e.V. eine Kriegfried-Ausstellung in der Lukaskirche Karlsruhe. Diese Ausstellung ist auch als Hommage an Wolf Pehlke gedacht, der im Jahr 2013 verstorben ist. Es erscheint eine Publikation mit Beiträgen von Dr. Eckhart Pillick, Dr. Margrit Brehm, Prof. Axel Heil, Michael Hübl und zahlreichen Texten von Wolf Pehlke.
Im Jahre 2023 wurde die Künstlergruppe zur Teilnahme an der EUROPEAN BEAT STUDIES NETWORK special conference in Paris eingeladen.